# David Donoff
David Donoff, aussi connu sous le diminutif de « Dodo » et le pseudonyme d'André Donnet, né le 18 janvier 1920 à Paris et mort le 27 juin 1944 à Lyon, est un résistant juif français. Actif au sein des Éclaireurs israélites de France avant-guerre, Donoff  rejoint pendant l'Occupation la « Sixième », l'organisation clandestine des Éclaireurs. Il participe à plusieurs réseaux de la Résistance avant d'être tué par la Gestapo en 1944.

## Biographie
Les parents de David Donoff sont des Juifs d'Europe de l'Est « venus tout droit du "chtettel" » selon l'expression de Frédéric-Shimon Hammel. Ils quittent leur village situés dans les confins du sud-ouest de l'empire russe, après l'échec de la Révolution de 1905, sévèrement réprimée, et se réfugient en France. Ils s'Installent dans le Pletzl, le quartier juif du 4e arrondissement de Paris, où le père poursuit son activité d'artisan. Les sept enfants sont envoyés aux Éclaireurs israélites de France de manière à les garder dans une ambiance juive. David Donoff se destine au métier de la maroquinerie, suivant ainsi les traces de son père, lorsque la Guerre éclate.
En 1941, avec d'autres éclaireurs, David Donoff est interné volontaire dans le camp de Gurs, il y aide les captifs, emprisonnées dans des conditions inhumaines, à améliorer leurs quotidien et fait évader quelques enfants qui seront accueillis dans la maison des enfants de Moissac. En août 1942, alors que les rafles commencent en zone sud, il aide à disperser les enfants de Moissac, cherchant des planques chez des agriculteurs et au sein d'institutions. 
À partir de 1943, Donoff passe à Lyon où a été déplacé le siège de plusieurs institutions juives. Il y poursuit son action de sauvetage des Juifs. Donoff collabore avec l'abbé Glasberg et le réseau André qui exfiltre des enfants juifs au Chambon-sur-Lignon. Il travaille aussi sous les ordres du major Tony Brooks du réseau Buckmaster mis en place par le Special Operations Executive britannique. Brooks n'osant pas aller réceptionner à la gare de Perrache un poste émetteur, c'est Donoff qui s'en charge. Il monte aussi à Lyon un atelier de faux-papiers.
Joseph Fisher, le directeur du KKL qui, en collaboration avec le Joint a mis au point un système financement des institutions juives françaises et des activités clandestine de sauvetage des Juifs, charge David Donoff du transfert des fonds de la Suisse vers la France par la ligne de chemin de fer Lyon - Genève. Il assure aussi le transport d'armes.
Le 27 juin 1944 au matin, Donoff se rend chez Joseph Fisher pour lui annoncer que la Gestapo ne déporte plus les Juifs mais les exécute. Ce dernier étant en réunion avec ses collègues du conseil clandestin du Joint, leur rendez-vous est reporté à 11 h 30. Donoff se rend alors au siège d'une œuvre de secours aux immigrants avenue de Saxe pour fournir de fausses pièces permettant à l'œuvre d'assister les Juifs. La Gestapo se trouve sur place et interpelle Donoff qui est porteur d'une serviette contenant fausses pièces et faux papiers. Donoff tente de s'échapper, poursuivi par deux agents de la Gestapo, il est touché mortellement par leurs tirs. Donoff s'effondre à l'angle de la rue Bossuet et de la rue Garibaldi. Transporté à l’hôpital Édouard-Herriot, il parvient, juste avant de mourir, de faire prévenir les Fisher par une infirmière. Ceux-ci fuient leur appartement juste avant l'arrivée de la Gestapo. David Donoff meurt à 12 h 20 d'une hémorragie interne sur la table d'opération.
En janvier 1944, un autre frère Donoff, Robert, lui aussi résistant au sein de la « Sixième », est arrêté à Chambéry avec sa femme enceinte. Ils sont déportés à Auschwitz dans le convoi 67 et y trouvent la mort.